# Негли, Генри
Генри Моррис Негли (Henry Morris Naglee; 15 января 1815 — 5 марта 1886) — американский кадровый военный, гражданский инженер, банкир и винодел, генерал армии Союза в годы гражданской войны. Известен как основатель калифорнийской индустрии бренди.

## Ранние годы
Негли родился в Филадельфии в 1815 году. В 1830 году он поступил в военную академию Вест-Пойнт, которую окончил 23-м по успеваемости в выпуске 1835 года (он учился на одном курсе с Джорджем Мидом). Его определили в 5-й пехотный полк во временном звании второго лейтенанта. Это произошло 1 июля. До конца года он служил в рекрутинговой службе, а уже 31 декабря 1835 года покинул регулярную армию.
С 1835 по 1846 год он служил гражданским инженером, а 15 августа 1846 года вступил в Добровольческую армию и стал капитаном роты D 1-го Нью-Йоркского пехотного полка. Он участвовал в Мексиканской войне, в частности, сражаясь при Тодос-Сантос, где повёл 45 кавалеристов в тыл мексиканской армии, чем и сломив её сопротивление. При преследовании противника он приказал убить двух пленных (не имея на то приказа), а что военный губернатор Ричард Мэйсон приказал его арестовать. Негли был помилован по амнистии президента Полка.
В 1849 году Негли покинул армию и перевёлся в ополчение, возглавив 1st California Guards, добровольческое подразделение в Сан-Франциско, которое впоследствии стало Калифорнийской Национальной Гвардией. В то же время он занялся и банковским делом. В 1858 году он отправился в Европу для изучения виноделия. В том же году он купил 140 акров земли у Сан-Хосе, где построил имение и посадил виноград сорта Рислинг и Чарбоно. Из этого винограда он начал производить бренди. За высококачественный бренди и глубокое знание виноградного дела Негли стал известен как "отец калифорнийского бренди".

## Гражданская война
14 мая 1861 года Негли вернулся в регулярную армию и стал подполковником 16-го пехотного полка, но формирование полка затянулось, поэтому 10 января 1862 года он покинул регулярную армию и вступил в Добровольческую армию, где 4 февраля стал бригадным генералом. Ему поручили свеженабранную бригаду, состоявшую из пяти полков:
- 11-й Мэнский пехотный полк, полковник Джон Колдуэлл
- 56-й Нью-Йоркский пехотный полк, полковник Чарльз Ван Уик
- 100-й Нью-Йоркский пехотный полк, полковник Джон Браун
- 52-й Пенсильванский пехотный полк,  полковник Джон Додж
- 104-й Пенсильванский пехотный полк, полковник Уильям Дэвис

Эта бригада была включена в состав дивизии Сайласа Кейси в IV корпуса Потомакской армии. Бригада Негли участвовала в сражении при Севен-Пайнс, где попала под атаку и была вынуждена отступить. Под Негли была убита лошадь и сам он получил четыре пулевых ранения. Впоследствии, в отчётах и письмах, Негли сильно преувеличил свою роль в сражении, чем вызвал много критики в свой адрес. В том же году он командовал бригадой и дивизией в Северной Каролине и участвовал в захвате Вашингтона. В 1863 году он командовал VII корпусом и Дистриктом Вирджиния. В 1864 году Негли уволился из армии и вернулся в Сан-Хосе, к работе банкиром и виноделом. В том году он был активным участником предвыборной кампании Джорджа Макклеллана.

## Послевоенная деятельность
В 1865 году он женился на Мэри Антуанетте Ринггольд, дочери своего друга Джорджа Хайса Ринггольда, потомка президента Джеймса Монро. В этом браке родилось две дочери: Мария в 1866 и Антуанетта в 1869. Его жена умерла в 1869 и Негли больше не женился. В Калифорнии он оказался в центре публичного скандала: в 1865 году Мэри Шелл, которую Негли встретил в 1858 и с которой переписывался всю войну, опубликовала его письма в книге под названием "The Love Life of Brigadier General Henry M. Naglee, Consisting of a correspondence on Love, War and Politics".
Негли умер вследствие болезни в Сан-Франциско 5 марта 1886 года, и был похоронен на Лоурел-Хилл-Семетери в Филадельфии. Его имение было превращен его дочерьми в Негли-Парк в 1902 году. Они же воздвигли в Сан-Хосе бронзовый памятник Негли (в Сен-Джеймс-парке). Так же в честь него было названо Негли-Авеню в Сан-Хосе.